# كلوز ماير
كلوز ماير (بالدنماركية: Claus Meyer)‏ هو صاحب مطعم ورائد أعمال وطباخ دنماركي، ولد في 27 ديسمبر 1963 في Nykøbing Falster ‏ في الدنمارك.

## وصلات خارجية
- الموقع الرسمي